# Erriyon Knighton
Erriyon Knighton (Tampa, 29 de enero de 2004) es un deportista estadounidense que compite en atletismo, especialista en las carreras de velocidad.
Ganó dos medallas en el Campeonato Mundial de Atletismo, en los años 2022 y 2023, en la prueba de 200 m. Participó en los Juegos Olímpicos de Tokio 2020, ocupando el cuarto lugar en la misma prueba.

## Palmarés internacional
| Campeonato Mundial | Campeonato Mundial      | Campeonato Mundial | Campeonato Mundial |
| Año                | Lugar                   | Medalla            | Prueba             |
| ------------------ | ----------------------- | ------------------ | ------------------ |
| 2022               | Eugene (Estados Unidos) | Medalla de bronce  | 200 m              |
| 2023               | Budapest (Hungría)      | Medalla de plata   | 200 m              |